# Karl Theodor Robert Luther
Karl Theodor Robert Luther (16. dubna 1822 – 15. února 1900) byl německý astronom, objevitel 24 planetek. Pracoval ve městě Düsseldorf.
Dva jeho objevy mají neobvyklé vlastnosti: binární planetka ze stejného prvku Antiope a extrémně pomalu otáčející se planetka Glauke. Planetka Luthera a kráter Luther na Měsíci byly pojmenovány na jeho počest.

## Objevené planetky (24)
- (17) Thetis
- (26) Proserpina
- (28) Bellona
- (35) Leukothea
- (37) Fides
- (47) Aglaja
- (53) Kalypso
- (57) Mnemosyne
- (58) Concordia
- (68) Leto
- (71) Niobe
- (78) Diana
- (82) Alkmene
- (84) Klio
- (90) Antiope
- (95) Arethusa
- (108) Hecuba
- (113) Amalthea
- (118) Peitho
- (134) Sophrosyne
- (241) Germania
- (247) Eukrate
- (258) Tyche
- (288) Glauke